# 115
Aquesta pàgina és per a l'any. Per al nombre, vegeu cent quinze.

## Esdeveniments
- Esclata una revolta a Britànnia; la guarnició d'Eboràcum (York) és massacrada.[1]
- Comença una revolta jueva contra la dominació romana a Egipte, que dona inici a la Guerra de Kitus.[2]

- El 13 de desembre, de nit, violent terratrèmol que destrueix Apamea i Antioquia ferint l'emperador Trajà que hi sejornava. Dió Cassi relata detalladament l'episodi.[3]